# Bisdom Khulna
Het bisdom Khulna (Latijn: Dioecesis Khulnensis) is een rooms-katholiek bisdom met als zetel Khulna, hoofdstad van zowel de divisie Khulna als van het district Khulna, in Bangladesh. Het bisdom is suffragaan aan het aartsbisdom Chattogram. 

## Geschiedenis
Het bisdom werd opgericht op 3 januari 1952, als het bisdom Jessore, uit delen van het aartsbisdom Calcutta en het bisdom Krishnagar, en was suffragaan aan het aartsbisdom Dhaka. Op 14 juni 1956 veranderde het van naam naar bisdom Khulna.  Op 2 februari 2017 veranderde het van kerkprovincie en werd suffragaan aan het aartsbisdom Chattogram. 

## Parochies
Het bisdom had in 2021 een oppervlakte van 28.236 km2 en telde 16.202.054 inwoners waarvan 0,2% rooms-katholiek was.

## Bisschoppen
- Dante Battaglierin (3 augustus 1956 - 20 maart 1969; apostolisch administrator sinds 19 januari 1952)
  - Theotonius Amal Ganguly (apostolisch administrator: 20 maart 1969 - december 1970)
- Michael Atul D’Rozario (21 september 1970 - 19 februari 2005)
- Bejoy Nicephorus D’Cruze (19 februari 2005 - 8 juli 2011)
- James Romen Boiragi (4 mei 2012 - heden)